# Primolius couloni
El guacamayo cabeciazul (Primolius couloni) o maracaná de cabeza azul  es una especie de ave de la familia de los loros (Psittacidae) nativa del este de Perú , el nordeste de Bolivia (principalmente en el departamento de Pando, Departamento del Beni y departamento de La Paz) y el estado de Acre, en el oeste de Brasil.

## Descripción
Este guacamayo tiene una longitud media de unos 40 cm, lo que lo convierte en una especie del grupo de los guacamayos menores, frente a los guacamayos mayores (Ara y Anodorhynchus). (Por lo general se consideran guacamayos menores todas las especies inferiores a los 50 cm). Como en todos los guacamayos la cola es larga y puntiaguda y el pico es grande y fuerte.
Este guacamayo a menudo presenta un plumaje verdoso u oliváceo, con la cabeza y las plumas de las alas de un tono azulado. La parte superior de la cola tiene una base marrón, una pequeña mancha verde y otra azul. La parte inferior de la cola y de las alas es de un tono verdoso-amarillento, similar al de otros guacamayos menores. El pico es de un color gris metálico con una base negra (que palidece en los adultos). La zona del iris es blanquecina. La zona de piel alrededor del pico carece de plumas y es de un tono gris. Las patas son rosadas. Los jóvenes son similares a los adultos, pero todo el pico es negro, las patas grises, el iris más oscuro y la "máscara" facial blanca.
El tono de su chillido es menos estridente que el de la mayoría de los otros guacamayos.

## Hábitat
Su hábitat se encuentra situado en el sudoeste de la selva amazónica. Prefiere los claros abiertos en la selva, cerca de los ríos, pero también frecuenta los pantanos de palmeras y los límites de las poblaciones humanas. No suele habitar lugares con una altitud superior a los 1550 m s. n. m..

## Reproducción y comportamiento social
Poco se sabe sobre su reproducción en estado salvaje, pero se ha informado de la existencia de nidos en cavidades de los árboles. En cautividad el ciclo reproductor es anual, con una puesta de 2-4 huevos. En estado salvaje a menudo se mueve en grupos de 2-4 individuos, aunque en ocasiones estos grupos se unen para formar bandadas de hasta 60 individuos.

## Situación
Hasta hace poco se le consideraba una especie bastante común, pero un informe del año 2006 de BirdLife International sugirió que la población se ha reducido a 1000-2500 individuos, lo que lo ha convertido en una especie rara; por lo tanto fue situado en la lista de especies en peligro en el año 2007. Poco se sabe sobre la distribución de esta especie, pero Tobias & Brightsmith han sugerido que quizás la estimación del año 2006 era demasiado alarmante y que es posible que existan unos 4600-9200 individuos maduros, lo que sugeriría un estado vulnerable.
La principal amenaza para la especie la constituye la destrucción de su hábitat, sobre todo a nivel local e incluso en varias zonas consideradas protegidas, como Tambopata-Candamo, Madidi o el Parque nacional del Manu.
La captura de invididuos salvajes para el tráfico de fauna exótica también representa un problema potencialmente serio. Se trata de una especie escasa en cautividad, por lo que suele alcanzar precios elevados. El comercio internacional de esta especie era prácticamente desconocido hasta 1993.

## Taxonomía

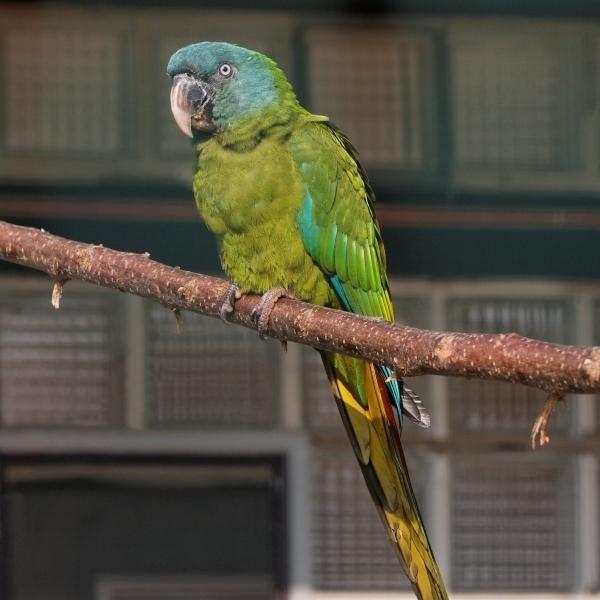

En años recientes, la especie ha sido situada a menudo en el género Propyrrhura, aunque resulta incorrecto en muchas clasificaciones. Anteriormente también se lo situaba en el género Ara, que como se ha mencionado, corresponde a los guacamayos mayores.